# Ljudmila Buldakova
Ljudmila Buldakova, född 25 maj 1938 i Leningrad, död 8 november 2006 i Moskva, var en sovjetisk volleybollspelare.
Buldakova vann OS-guld vid OS 1968 och 1972. Hon vann även tre VM-guld och tre EM-guld. 